# Hans Brun Larsen
Hans Brun Larsen (født 30. januar 1943) er en dansk fodboldtræner, der tidligere har været træner for diverse ungdomslandshold.

## Klubber som træner
- 1980-1981: U-19-landstræner
- 1982: U-17-landstræner
- 1984-1986: Boldklubben Frem
- 1987: Lyngby BK
- 1988-1993: Vanløse IF
- 1994-1996: Talenttræner hos DBU
- 1996: U-16-assistent
- 1996-2006: U-17- og U-16-landstræner
- 2006: Assistenttræner for U-21-landsholdet
- 2006-2007 Trænerkonsulent i Hillerød Fodbold
- 2008- : VTU-træner i Vanløse IF